# Olivier Wozniak
Pour les articles homonymes, voir Wozniak.
Olivier Wozniak est un dessinateur et scénariste de bande dessinée belge, né le 31 juillet 1960 à Longwy, et ayant passé toute son enfance à Lexy.

## Biographie

### Jeunesse
Olivier Wozniak naît le 31 juillet 1960 à Longwy en France. Il est petit-fils d'ouvriers immigrés polonais et italien du côté maternel. La lecture de Ric Hochet dans l'album Face au Serpent, à l'âge de sept ans, le détermine à faire de la bande dessinée son métier. Il commence à réaliser ses premières bandes dessinées dans des cahiers. À 12 ans, il visite la rédaction de Pif Gadget accompagné de sa mère et comprend qu'il faut dessiner sur planches et non pas dans des cahiers comme il l'a fait jusqu'à présent à la vue des planches de Pratt, Chéret et Marcello. À 14 ans, il entre à l'institut des beaux-arts, en section humanités artistiques pour les trois dernières années, puis en section illustration à l'École supérieure des arts Saint-Luc de Liège pendant trois ans. Il publie le fanzine Oufti, en compagnie d'amis et d'un enseignant qui voit l'apparition de son personnage Kovalsky.

### Début de carrière
Wozniak, une fois diplômé, travaille pendant presque un an dans un fast-food. Une place de professeur de croquis s'ouvre à l'Institut Saint-Luc où il a été élève et il y enseigne le dessin d'après nature pendant sept ans. C'est pendant cette période qu'il réalise son premier ouvrage en tant que scénariste/dessinateur de bandes dessinées : un roman graphique Hypster Kovalsky dont les premiers chapitres sont prépubliés dans la revue Spatial des Éditions Michel Deligne, publiée par Futuropolis, pendant son service militaire en 1984. Deux ans plus tard, il est influencé par Hergé, Tillieux surtout par les thèmes abordés et il signe les deux tomes du thriller L'Agence Hermès, le premier dans la collection « Atomium 58 » chez Magic Strip et le second dans la collection « Himalaya » aux éditions Loempia.

### Professionnalisation
En 1989, il change de style en collaborant avec le scénariste Denis Lapière pour la série jeunesse Alice et Léopold. Après quatre histoires courtes publiées dans le journal de Spirou, des échos favorables, ainsi qu'une demande de l'éditeur de se professionnaliser, lui permettent d'abandonner l'enseignement et de se consacrer à plein temps à la bande dessinée. Cinq albums sortent entre 1991 et 1995, aux éditions Dupuis. La série est arrêtée en raison de ventes trop faibles,.
En 1996, Wozniak débute une nouvelle série humoristique : Barbara Sleepless sur un scénario de Zidrou pour Spirou et ne fait que onze apparitions dans ce journal.
À l'instigation de Philippe Vandooren, se met en place une collaboration avec le scénariste Yann dont Wozniak admire les séries Les Innommables et La Patrouille des Libelulles ainsi que de Sambre. En 1999, la série réaliste Chasseurs d'Étoiles, mettant en scène des chasseurs de météorites, fait son apparition dans Spirou et publiée par Dupuis dans la collection « Repérages » jusqu'en 2001.
En 2001, Olivier Wozniak, sans emploi, sollicite Clarke et lui demande de lui écrire un album. Au départ, c’était une parodie amicale des Oncle Paul de Spirou qui s’est transformée en Oncle Archibald, gommant le côté didactique tout en intégrant des allusions à l’éducation anglaise. Il fait son entrée à Fluide Glacial avec ces courts récits humoristiques qui sont ensuite rassemblés en recueil dans l'album Histoires de France, édité par Audie en 2002.
Il publie ensuite une bande dessinée d'humour populaire, Zone 51, écrite par Christophe Cazenove et publiée par Bamboo, qui connaît deux tomes publiés en 2004 et 2005. Il revient ensuite à un dessin réaliste en signant le premier tome de la série Rebelles (Casterman), une série dédiée à des portraits de figures historiques. Son opus est consacré à Che Guevara. Puis les éditions Bamboo programment une nouvelle série comique, Plan drague : nouvelle génération en binôme avec Christophe Cazenove et trois tomes sont publiés entre 2007 et 2008.
En 2008, il signe le treizième tome de la série des éditions Nocturne, intitulée BD Blues, consacrée aux figures de ce courant musical. Olivier Wozniak, amateur de blues, raconte la vie de Memphis Minnie et dessine dans un style plus impressionniste.
En 2010, avec C. Cazenove, la série Ma Belle-Mère et Moi débute mais elle ne dépasse pas deux tomes, puis en 2013, les éditions Bamboo lui proposent de participer au dessin d'un opus de la série en quatre tomes : La Lignée, publiée dans sa collection pour adultes « Grand Angle ». Le tome 3, Maxime 1973, est scénarisé par Olivier Berlion.
En 2018, il publie dans la collection « Plein Gaz » chez Glénat l'album Gordini - Le sorcier bien aimé puis toujours dans la même collection, parait en 2019, l'album La Naissance de la 2 CV Citroën ,, avec Vincent Dugomier au scénario.
Depuis 2021, Olivier Wozniak travaille sur Ostende 1905 scénarisé par Patrick Weber, récit qui se déroule à Ostende en 1905, époque où Ostende était la « reine des plages » et le lieu de villégiature des rois, pour les éditions Anspach, l'album paraît le 3 novembre 2022,. En 2024, il anime une nouvelle enquête du commissaire Hendrikus Ansor dans Spa 1906. L'intrigue se déroulant dans la ville thermale de Spa,.

### Vie privée
Olivier Wozniak habite à Liège avec son épouse Magda.

## Publications

### Albums de bande dessinée
- Hypster Kovalsky, Futuropolis, coll. « Maraccas », Paris, 1984
Scénario et dessin : Olivier Wozniak - Couleurs : noir et blanc
- Une Aventure de l'agence Hermès

1. La Manière Noire, Magic Strip, coll. « Atomium 58 », 1986
2. L'Œil de Dieu, Loempia, coll. « Himalaya », 1986

- 3. La Lignée - Maxime 1973, Bamboo Édition, coll. « Grand Angle », Charnay-lès-Mâcon, 6 février 2013
Scénario : Olivier Berlion - Dessin : Olivier Wozniak - Couleurs : Scarlett Smulkowski -  (ISBN 978-2-8189-2133-3)[20]
- Népal, 25 avril 2015 - La BD se mobilise[47],[48], Place du sablon, août 2015
Scénario et couleurs : collectif - Dessin : collectif dont Olivier Wozniak -  (ISBN 978-2-88936-006-2)
- Gordini - Le Sorcier bien aimé[49], Glénat, coll. « Plein Gaz », Grenoble, octobre 2018
Scénario et dessin : Olivier Wozniak - Couleurs : Alexandre Amourig -  (ISBN 978-2-344-02287-0)
- La Naissance de la 2 CV Citroën[50], Glénat, coll. « Plein Gaz », Grenoble, 6 novembre 2019
Scénario : Vincent Dugomier - Dessin : Olivier Wozniak - Couleurs : Alexandre Amourig -  (ISBN 978-2-344-02906-0)
- Ostende 1905[26],[51],[52],[53], Anspach, Lasne, 4 novembre 2022
Scénario : Patrick Weber - Dessin : Olivier Wozniak - Couleurs : Cerise -  (ISBN 978-2-931105-11-5)
- Spa 1906[54],[55],[56],[57],[58], Anspach, Lasne, 8 novembre 2024
Scénario : Patrick Weber - Dessin : Olivier Wozniak - Couleurs : Drac -  (ISBN 978-2-931105-27-6)

### Para-BD
À l'occasion, Olivier Wozniak réalise des affiches de festivals, portfolios, ex-libris, cartes ou cartons.